# EXia
eXia(Ecole superieure en informatique appliquee、高等情報技術学校) はフランスにおけるCESiグループに属する情報教育の学校であり、情報技術の熟練プロ技術者を養成する。教育方針は常に改革され続けており、いまは、情報技術における高いレベルの専門性を持った職業人の養成と、プロフェッショナルとして生きるのに必要な技術とふるまいの伝授である。
exiaの学生は、技術への高い適応性のみならず、自律性やチームワークへの適応性においても企業に知られている。

## 入学者選抜
- 1年目：バカロレア
- 2年目：バカロレア + 情報科目1つ
- 3年目：バカロレア + 情報科目2つか、レベル3の情報科目に相当する資格 (情報BTS、情報DUT、情報DEUST、DEUG MIAS)

書類登録の日3月から9月の終わり、つまり2006年10月の新学期の始まりまで。
試験の種類論理的な推論の力、数学的な能力、言語理解の能力、英語の力、情報技術の知識を評価する。
3年次に入学するには、情報技術に関する試験が2つ課される。

## 教育課程
情報技術総合、クライエント・サーバの仕組み、広域ネットワーク、Windows 2003 サーバ、UNIXとLinux、情報セキュリティ、インターネットとイントラネット、ウェブ用の言語 (HTML, CSS, JavaScript、PHP)、アルゴリズム、C言語とC++、マルチレベル アーキテクチャ、ソフトウェア人間工学、VB.NET、Java、SGBDR、SQL、オラクル、meriseとUMLの解析、プロジェクト管理、数学、情報システム、EDI、意思決定のための情報技術、パッケージソフト、情報に関する法律、企業の経営、商業的な技術と思考法、古い技術、英語、組織の管理。

## 教育方針
教育方針はモントリオールのケベック大学と協力して策定されたものである。その中心は学生に据えられており、問題解決、プロジェクトの運用、OHSAS18000の小さなグループでのチームワークができる人間の養成を目標にしている。

### 設立
exiaはcesiグループが2004年に設立した。そのcesiグループは1958年設立である。

### 社会のなかでの位置と設置者
技術系の高等教育機関であり、私立学校である。

### 学位、称号
国立学校で得られるのと同じ学位が与えられる。

### 授与される卒業証書
- 2年次の終わりに、解析プログラマとして、国立学校のレベルIII (バカロレア +2)と同等の資格が与えられる。
- 4年次の終わりに、国立学校のレベルII(バカロレア+4)と同等の資格を与えられる。

### 各地域のセンター
エー、アラス、ボルドー、リヨン、ナンシー、オルレアン、パリ、ポー、ラン、ルーエン、サン=ナゼール、ストラスブール、トゥールーズ。

## 関連記事
- CESI

### サイトとフォーラム
- 学校公式サイト
- exiaに関するフォーラム

## 関連組織
- eXiarena
- technilab
- JeXia
- Connexia
- Exiattitude
- Exiastream